# Унтервальден
У́нтерва́льден (нім. Unterwalden, фр. Unterwald, італ. Untervaldo, ромш. Silvania) — історичний кантон у центральній Швейцарії, у Бернських Альпах. Один із засновчих кантонів Старої конфедерації, який юридично ніколи не був об'єднаний, а складався з двох напівкантонів — Нідвальден та Обвальден. Розташований на берегах Фірвальдштеттського озера, яке має прізвисько «Озеро чотирьох лісових кантонів». Адміністративний центр — Зарнен. Офіційна мова — німецька. Розвивається туризм, лісові промисли.

## Історія

### Давня історія
Поселення на берегах Фірвальдштеттського озера, зокрема і в нинішньому Унтервальдені, сягають глибокої давнини. Знайдені тут сокири та інші знаряддя свідчать про наявність тут людини як у кам'яну, так і в бронзову добу.
Тут існували й римські поселення, але вкрай незначні. Територія Унтервальдену, населена в римську епоху гельветами, романізована майже не була.
Християнство поширилося тут рано, ймовірно не пізніше IV ст. З того часу Унтервальден зазнавав набігів алеманів, що поступово германізували його населення.

### Середньовіччя
З історії Унтервальдену в Середньовіччя відомостей досить мало. Близько XI — XIII ст. тут існувало багато світських володарів та кілька монастирів. Населення перебувало у феодальній залежності. Число вільних поселенців, значне в Урі та Швіці, в Унтервальдені було невелике.
Політично Нідвальден входив до складу Цюрихгау, Обвальден — до складу Ааргау. Оскільки Габсбурги тут панували практично скрізь, Унтервальден перебував у цілковитій залежності від них. Повна юрисдикція належала саме їм, а не імператору. Такого самоврядування, яке здавна розвивалось в Урі, тут майже не було. Загальних народних зборів не існувало.
У середині ХІІІ ст. народний рух призвів до об'єднання обох громад, розділених між собою географічно. Одного разу вони були навіть відлучені від церкви за повстання проти законного правителя.
Унтервальден був одним з трьох кантонів (разом з Урі та Швіцом), які 1 серпня 1291 року, відстоюючи незалежність від австрійських Габсбургів, уклали з оборонною метою «вічний союз» в рамках Священної Римської імперії та об'єднались в Швейцарську конфедерацію.
З того часу влада Габсбургів поступово слабшає, країна стає політично самостійною. У цей час вперше з'являється термін Унтервальден.
У 1309 році імператор Генріх VII, підтвердивши вільності Урі та Швіца, розповсюдив їх і на Унтервальден, що доти ними не користувався.
Моргартенська битва (1315), в якій унтервальденці участі не брали (вони захищалися в цей час проти австрійців, що вторглися в Унтервальден), закріпила їхню політичну свободу. В тому ж році унтервальденці підтвердили союз з Урі та Швіцом в Бруннені.
1316 року імператор Людовик Баварський підтвердив колишні вільності. Вже скоро Габсбурги також змушені були відмовитися й від своїх сеньйоріальних прав в Унтервальдені. Політично відтоді Унтервальден складав дві окремі самоврядні громади, Нідвальден й Обвальден, які іноді об'єднувалися, але завжди ділилися знову. Це не заважало їм виступати в союзі кантонів однією країною, з одним голосом.
Долина Енгельберг спочатку не входила до складу кантону, а перебувала в управлінні свого монастиря. В 1462 році вона була взята в управління Унтервальдену, Швіцу та Люцерну, і лише в 1798 році була включена до складу Обвальдену.
Головним ринком збуту для Унтервальдену в цей час був Люцерн. Його населення було суворо католицьким і залишилося таким же й під час реформації.

### Новий час
У 1798 році Унтервальден разом з Урі, Швіцом та Цугом був включений французами до складу Лісового кантону Гельветської республіки. Обвальден підкорився новій централістській конституції добровільно, Нідвальден — після сильного опору французьким військам, що розорили й спустошили його 7-9 вересня 1798 року.
Акт про медіацію (1803) відновив Унтервальден в правах самостійного кантону, що поділений на 2 напівкантони.
Католицький Унтервальден взяв участь як у Зарненському Союзі (1832), так і в Зондербундському (1843—1847).
У XIX ст. кантон став туристичним місцем, в ньому почала розвиватись нова інфраструктура. Тим не менше, в цілому зберігся колишній патріархальний побут і первісний державний устрій.
Перші писані конституції були вироблені в Нідвальдені та Обвальдені в 1816 році. У 1850 році вони були перероблені, остаточно сформувались: нідвальденська — в 1877, обвальденська — в 1867 роках.

## Управління
Обидві частини Унтервальдену керуються як верховною законодавчою владою, так і всенародними сходами, що збираються один раз на рік просто неба. Вони затверджують бюджет і обирають урядову раду (Regierungsrath): у Обвальдені — з 7 членів на 4-річний термін, в Нідвальдені — з 11 членів на 6-річний термін, з ландамманами на чолі; а також верховні суди: у Обвальдені — з 9 членів, в Нідвальдені — з 11 (на той же самий термін).
При урядових радах складаються законодавчі ради (ландрат в Нідвальдені, кантональна рада в Обвальдені), обрані по селах; вони є дорадчими органами, що обговорюють законопроєкти перед внесенням їх до народних зборів, але мають в незначних випадках і право вирішального голосу.